# Helmeroth
Helmeroth là một đô thị thuộc huyện Altenkirchen, trong bang Rheinland-Pfalz, phía tây nước Đức. Đô thị Helmeroth có diện tích 3,57 km², dân số thời điểm ngày 31 tháng 12 năm 2006 là 218 người.